# Leucolepis acanthoneura
Leucolepis acanthoneura là một loài Rêu trong họ Mniaceae. Loài này được (Schwägr.) Lindb. mô tả khoa học đầu tiên năm 1868.